# Raión de Dziatłava
Dziátlava (en bielorruso: Дзятлаўскі раён) es un raión o distrito de Bielorrusia, en la provincia (óblast) de Goradnia. Su capital es Dziátlava.
Comprende una superficie de 1543 km².

## Demografía
Según estimación de 2010 contaba con una población total de 29 703 habitantes.

## Subdivisiones
Comprende la ciudad subdistrital de Dziátlava, los asentamientos de tipo urbano de Kazlóushchyna y Navayelnia y los siguientes siete consejos rurales:
- Venzavets
- Vóinevichy
- Danílavichy (con capital en Krutsílavichy)
- Dvarets
- Dziátlava
- Zhukóushchyna
- Parecha (con capital en Jviniavichy)